# Lolo Holgeben
Der Lolo Holgeben (kurz: Holgeben) ist ein osttimoresischer Berg im Verwaltungsamt Lolotoe (Gemeinde Bobonaro). Er hat eine Höhe von 652 m und befindet sich im Westen der Aldeia Silagolo (Suco Lupal). Nordwestlich befindet sich der Lolo Lepae (648 m), südöstlich das Dorf Silagolo. Nach Nordosten dehnt sich der Höhenzug weiter aus zum Sahe (879 m). Südwestlich fällt der Lolo Holgeben einen Hang herab. Er endet an einem kleinen Wasserlauf, der nach Süden in den Foura fließt.